# 谒见礼仪
谒见礼仪也称受贺摸顶。

## 谒见礼仪
藏传佛教信徒在见上尊者时测以右手自额上外指而诵六字真言三遍。
谒见达赖、班禅喇嘛，则须脱帽，合掌，弯腰，托袖跪拜。顶礼三遍乃垂手、聚足、屏息、鞠躬，到大活佛前接受摸顶。